# 大川ぶくぶ
大川ぶくぶ（おおかわ ぶくぶ、1986年10月3日 - ）は、日本の漫画家。男性。テレビアニメ化もされた『ポプテピピック』の作者。別名義にbkubがある。マフィア梶田と共に株式会社ボスラッシュを経営。兵庫県西宮市出身・在住。

## 来歴・人物
2007年に『3LDKM』でメディアワークス（当時、のちアスキー・メディアワークス）主催の第8回電撃コミックグランプリ少年マンガ部門優秀賞を受賞し、同社刊の『電撃G's Festival! COMIC』で『スーパーエレガント』を連載した。その後も各社の漫画雑誌やウェブコミック配信サイトで作品を発表している。特に竹書房『まんがライフWIN』連載の『ポプテピピック』がその過激かつ不条理なギャグで人気を博し、2018年にテレビアニメ化された。
オリジナル作品以外では各種のアンソロジーコミックにも参加しており、2017年には『銀魂』とのコラボレーショングッズ用にイラストを描いていた。また、商業デビュー前から同人サークル「フミンバイン」を主宰している。
YouTubeにてマフィア梶田と中村悠一の「わしゃがなTV」の構成作家とイラストを担当。声のみだが演者としても出演している。2021年7月3日配信の「Besiege」にて初めてのソロプレイを行う。生配信の準備時間中にイラストを描くこともある（不定期）。番組内では「ぶくちゃん」の愛称で呼ばれている。
「GOHOマフィア！梶田くん」では、マフィア梶田を主役にその周りの人物を登場人物としているため、羽海野チカやふぁっ熊のような人外肖像画の他、Lotus Juice、伊藤賢治、古代祐三といった、あまり漫画に描かれない人物も登場・その肖像画を描いている。なおLotus Juiceとはハワイ旅行の時に対面しており、漫画に登場させた事について謝辞を受けた模様。当作では、1巻の表紙を担当した羽海野チカの他、ふぁっ熊、フクイタクミ、友美イチロウから短編漫画を寄稿されており、押切蓮介からは1ページ分のコメントが送られている。
2019年には「水を吐くフグ」を題材にした4コマ漫画をTwitterで発表し、流行に乗ったことが話題になる。2022年1月頃よりわしゃがなTVの活動とは別に少数のクリエイター仲間と共にYoutubeチャンネル「宮っ子クソ中年」を開設（2023年10月現在は「大川ぶくぶの【巧みなる三郎チャンネル】に改名」）した。同年5月1日には以前から同棲していた女性と結婚したこと、前日の4月30日に結婚式を挙げたことを報告した。同年6月20日にTwitterアカウントにてVTuberとしてデビューすることを発表。また、2022年10月から『ポプテピピック』のテレビアニメ第2期が放送されている。

## 作品リスト
- スーパーエレガント（2008年10月 - 2013年6月、アスキー・メディアワークス『電撃G's Festival! COMIC』連載、単巻）[3]
- ミッソン インパッセボーゥ（2012年2月 - 2014年1月、竹書房『まんがライフWIN』連載、全2巻）[3]
- ダックマンスリウム（2014年5月 - 2016年4月、ジーオーティー『Comicアンスリウム』連載）[注 2][3]
- ポプテピピック（2014年8月 - 、竹書房『まんがライフWIN』連載、既刊7巻）[3]
- リスボックリ（2015年9月 - 2016年12月、ワニブックス『コミックガム』連載、全1巻）[3]
- ハニカムチャッカ（2016年4月 - 2020年7月、星海社『ツイ4』連載、全3巻）[3]
- エクストリーム帰宅部（2016年4月 - 、フリュー『Caligula -カリギュラ-』公式サイト内で連載）
- ハイパーウルトラガーリッシュ（2016年6月 - 2023年3月、KADOKAWA『電撃マオウ』2016年8月号[16] - 2023年5月号連載[17]、既刊3巻）[3]
- 戦力外！カタトちゃん（2016年8月 - 、『八月のシンデレラナイン』公式サイト内で連載）
- IPポリス つづきちゃん（2016年9月 - 、サンライズ『矢立文庫』連載）[3]
- 今夜はねこちゃん（2016年10月 - 2020年9月 、講談社『月刊モーニングtwo』連載、既刊1巻）
- ネオナオンユニバース（2017年2月 - 、祥伝社『FEEL YOUNG』連載）
- GOHOマフィア! 梶田くん（2017年5月 - 、KADOKAWA/アスキー・メディアワークス『電撃G's magazine.com』連載、既刊2巻、原案：マフィア梶田）[3]
- あるウィクロス初心者がブースターパックを買って出たカードから4コママンガを描く4コママンガ（2017年6月 - 2021年3月、小学館『コロコロアニキ』連載、全2巻）[18]
- あんさんぶくぶスターズ！（2017年7月 - 、『ガルスタオンライン』連載[19]、既刊1巻）
- 家に帰るまでがラグナロクです。（2017年11月 - 2021年4月27日、『ヴァルキリーアナトミア -ジ・オリジン-』の公式サイト及び公式Twitter内で連載[注 3]）
- 大川ぶくぶのお日記させていただく。（2018年8月 - 、祥伝社『FEEL YOUNG』連載）
- 花とゆめとクソまんが劇場と花（2018年10月、白泉社『ザ花とゆめ』読み切り）
- 東方フタコマ幻想郷（2021年7月 - 、 『東方ダンマクカグラ』公式サイト内で連載)
- 大川ぶくぶのクソ漫画道場（2023年4月[20] - 、『電撃マオウ』2023年6月号[20] - 連載中）
- やっぱりチンチランド（2023年11月号 - 、『月刊コミック電撃大王』連載、既刊1巻）

### アンソロジー
- 艦隊これくしょん佐世保鎮守府編電撃コミックアンソロジー(2014年4月26日発売)
- リコーダーとランドセル オフィシャルアンソロジー（2012年8月10日） - コミックマーケット82にて頒布
- 史上最強の弟子ケンイチ 51巻付属冊子「別冊ケンイチ」（2013年5月17日発売）
- 世界征服〜謀略のズヴィズダー〜コミックアンソロジー（2014年3月25日発売）
- ソードアート・オンライン コミックアンソロジー2（2014年3月27日発売）
- あいまいみー オフィシャルアンソロジー（2014年8月15日発売）- コミックマーケット86にて頒布
- 魔法少女大戦だョ！全員集合 4コマコミックアンソロジー（2014年9月25日発売）
- オメガラビリンス 電撃コミックアンソロジー（2016年2月27日発売）
- Fate/Grand Order アンソロジーコミック STAR（2016年3月11日発売）
- KING OF PRISM by PrettyRhythm コミックアンソロジー（2016年6月25日発売）
- 女子小学生はじめましたP!4巻付属公式アンソロジー（2016年7月29日発売）
- 星色ガールドロップ コミックアンソロジー（bkub名義で参加[21]、2018年1月11日発売[22]）
- ラーメン大好き小泉さん公式アンソロジー（2018年1月30日発売[23]）
- メイドインアビス公式アンソロジー 度し難き探窟家たち（2017年7月29日刊行）

### キャラクターデザイン
- 腸壁荒れ太郎 a.k.a. サブカル女絶対追いつめるマン（バラエティ番組『上坂すみれのヤバい○○』イメージキャラクター）[24][3]

### アニメ
- ろんぐらいだぁす!（2015年、第4.5話エンドカード）
- ゆゆ式 再放送版（2016年、第2話エンドカード）
- メイドインアビス（2017年、第12話エンドカード）
- アイドルタイムプリパラ（2018年、第50話アニメーション協力）
- 俺が好きなのは妹だけど妹じゃない（2018年、第8話エンドカード）
- メギド72 The short animation 長き戦旅の傍らで（2019年、第3話エンドカード）
- ギャルと恐竜（2020年、蒼井翔太協力）
- アサルトリリィ BOUQUET（2020年、第6話エンドカード）
- 月曜日のたわわ2（2021年、第8話エンドカード）
- 魔法少女マジカルデストロイヤーズ（2023年、第2話エンドカード）

### 楽曲
- テレビアニメ『ポプテピピック』（いずれも挿入歌、作詞）
  - 心の大樹〜こころのたいじゅ〜
  - アイデンティティ
  - Shining Shoulder
  - POPメモリーズとぅYOU♪
  - 蒼井翔太体操

### 構成作家
- マフィア梶田と中村悠一の「わしゃがなTV」（2020年 - 、YouTube）[12]

### その他
- 『14歳からの哲学入門』表紙イラスト（2019年）
- 『建築知識』表紙イラスト（2020年）[25][26][27]
- 『みんなのユニバーサル文章術 今すぐ役に立つ『最強』の日本語ライティングの世界』装画（著：安田峰俊、2022年[28]）
- WIXOSS（TCG）（カードイラスト）[3]
- デュエル・マスターズ（ベイB ジャック/トレジャー・ナスカ/ラッキー・ダーツのカードイラスト）
- スターオーシャン:アナムネシス（ラジオ『スターラジオーシャン』コラボキャラクター、ユーイチ・オークヴィル及びスティーブ・K・マフィア）
- LINEスタンプ[3]
  - ポプテピピック
  - リスボックリ
  - あんさんぶくぶスターズ！
  - ポケモン カスタムスタンプでチュウ！
  - 星野源[29]
  - ヴァルキリーアナトミア（LINEスタンプ第二弾[30]）
- 星芥ショータイム キャラクター原案（社長）
- マウントレーニア カフェラッテ クリーミーラテ10周年記念動画「マウントらレーニア」作画（2023年）[31]
- TVアニメ「この素晴らしい世界に祝福を!3」コラボイラスト（カズマ、アクア、めぐみん、ダクネス）[32]
- カードゲーム『ナメプ謝罪』イラスト（2024年）